# Leonardo Michelini
Leonardo Michelini (Quarrata, 12 settembre 1950) è un politico italiano, sindaco di Viterbo dal 2013 al 2018.

## Biografia
Figlio di un imprenditore toscano stabilitosi a Viterbo, è laureato in ingegneria mineraria e contitolare di una importante azienda floro-vivaistica familiare, nonché di varie aziende agricole, pure familiari. È stato presidente provinciale della Coldiretti viterbese dal 1999 al marzo 2013, e consigliere comunale, sempre a Viterbo, per la Democrazia Cristiana, nella prima metà degli anni '90. 
È stato eletto Sindaco di Viterbo il 10 giugno 2013, sconfiggendo al ballottaggio, con un'amplissima maggioranza, il sindaco uscente, Giulio Marini, diventando in questo modo il primo sindaco di centro-sinistra dall'introduzione dell'elezioni diretta del sindaco.
A inizio 2018 annuncia la decisione di non ricandidarsi alle prossime elezioni amministrative di giugno dello stesso anno.